# Краят на пътя
„Краят на пътя“ е български игрален филм (криминален) от 1961 година на режисьора Петър Б. Василев, по сценарий на Павел Вежинов. Оператор е Георги Георгиев. Музиката във филма е композирана от Петър Ступел.

## Актьорски състав
- Асен Миланов – Майор Терзиев
- Николай Гълъбов – Лейтенант Киров
- Андрей Чапразов – Инженер Петър Илиев Аблъмов
- Валентина Борисова – Юлия Белева
- Любомир Димитров – Лечев
- Йордан Матев – Проданов
- Иван Хаджирачев – Директорът
- Соня Василева – Лаборантката
- Георги Попов – Операторът
- Лео Конфорти – Бай Стоян (Стоян Дойнов Пърмаков)
- Мария Стефанова – Любка
- Надежда Вакъвчиева
- В. Велков
- Димитър Панов - файтонджия
- Ценко Бояджиев
- Димитър Енгьозов
- Асен Автов
- Теодора Рударова
- Л. Панчев